# Lou Reed
Lewis Allan "Lou" Reed (Brooklyn, 2. ožujka 1942. – Southampton, 27. listopada 2013.), bio je američki glazbenik i tekstopisac.

## Životopis
Reed je od 1965. do 1970. godine bio frontmen grupe The Velvet Underground. Iako sastav nije postigao komercijalan uspjeh, s vremenom je postao jedna od nautjecajnijih grupa 20. stoljeća. Od 1972. godine Reed je imao uspješnu samostalnu karijeru s hitovima poput "Walk on the Wild Side", "Perfect Day" te "Satellite of Love", a do 2007. godine izdao je 20 solo studijskih albuma.
Nakon što je napustio Velvets, ponovo se pojavio kao solo izvođač u Engleskoj, gdje je stvorio obožavatelje poput pionira glam rocka Davida Bowieja, koji je producirao i nastupio na Reedovom hitu "Walk on the Wild Side" (1973.) i Mott Hoople, koji je obradio Reed's Velvets klasik “Sweet Jane”. Kasnije će ga Patti Smith i Tom Verlaine navesti kao inspiraciju za punk scenu New Yorka sredinom 1970-ih. Njegovi albumi obuhvaćali su sve od rote popa do heavy metala i uključivali orkestrirani ciklus pjesama o sado-mazo ljubavnoj aferi, Berlin (1973.), i dvostruki album gitarskih dronova, Metal Machine Music (1975.), koji su među njegovim najozloglašenijim djelima. Reed se nerijetko upuštao u konzumaciju raznih opojnih sredstava.
Na pozornici, njegov imidž i izgled mijenjali su se iz godine u godinu, od ghoula u kožnom ropstvu koji je glumio injekcije heroina do mrtvog trubadura koji svira gitaru. Početkom 1980-ih, Reed je stvorio svoj najbolji post-Velvets bend, uključujući gitarista Roberta Quinea i basista Fernanda Saundersa, i ponovno se upustio u sirovi gitarski rock na The Blue Mask (1982). Više nije opsjednut svojim ovisnostima, Reed je usvojio ozbiljniji, ali manje smion ton na svojim snimkama, dosegnuvši vrhunac s tri izdanja koja su bila manje konceptualni albumi nego ciklusi pjesama: New York (1989.), o duhovnoj smrti njegova rodnog grada; Pjesme za Drellu (1990.), elegija za njegovog mentora iz 1960-ih, konceptualista pop arta Andyja Warhola, urađena u suradnji s bivšim kolegom iz Velvetsa Johnom Caleom; i Magic and Loss (1991.), inspiriran smrću dvoje prijatelja. Romantična veza s američkom izvođačkom umjetnicom i glazbenicom Laurie Anderson ponovno ga je pomladila sredinom 1990-ih, što je rezultiralo razigranim Set the Twilight Reeling (1997.) i snažnijim Ecstasyjem (2000.).
Također se udružio se s heavy metal ikonama Metallica na dva albuma Lulu (2011.). Album, inspiriran dramama njemačkog dramatičara Franka Wedekinda, kritičari su ismijavali, ali je pokazao da su Reedove eksperimentalne sklonosti ostale odvažne kao i uvijek.
Reed je primljen u Rock and Roll Hall of Fame kao član Velvet Undergrounda 1996. i kao solo izvođač 2015.

## Diskografija
| Studijski albumi - Lou Reed (1972.) - Transformer (1972.) - Berlin (1973.) - Sally Can't Dance (1974.) - Metal Machine Music (1975.) - Coney Island Baby (1976.) - Rock and Roll Heart (1976.) - Street Hassle (1978.) - The Bells (1979.) - Growing Up in Public (1980.) - The Blue Mask (1982.) - Legendary Hearts (1983.) - New Sensations (1984.) - Mistrial (1986.) - New York (1989.) - Magic and Loss (1992.) - Set the Twilight Reeling (1996.) - Ecstasy (2000.) - The Raven (2003.) - Hudson River Wind Meditations (2007.) | Suradnje - Songs for Drella (s Johnom Caleom) (1990.) - Lulu (s Metallicom) (2011.) S The Velvet Undergroundom - The Velvet Underground & Nico (1967.) - White Light/White Heat (1968.) - The Velvet Underground (1969.) - Loaded (1970.) |